# Boris Bielinski
Boris Konstantinowicz Bielinski (ros. Борис Константинович Белинский; ur. 28 marca 1885 w Tulczynie, zm. w XX wieku) – rosyjski strzelec sportowy, olimpijczyk.
Brał udział w igrzyskach olimpijskich w 1912 roku, startując łącznie w 3 konkurencjach indywidualnych. Zajmował jednak bardzo odległe miejsca. Najwyżej był w strzelaniu z karabinu wojskowego w trzech postawach z 300 metrów, gdzie zajął 45. miejsce. W pozostałych dwóch konkurencjach zajmował dwukrotnie 65. miejsce (karabin dowolny, trzy postawy, 300 m i karabin wojskowy, dowolna postawa, 600 m).